# Solar Power
Solar Power ist das dritte Studioalbum der neuseeländischen Singer-Songwriterin Lorde. Es wurde am 20. August 2021 von Universal Music veröffentlicht.

## Hintergrund
Nachdem Lorde im Februar 2019 fünf Tage lang die Scott Base in der Antarktis besuchte, kam ihr, zurück in ihrem Heimatland Neuseeland, die Idee des Titels ihres neuen Albums, Solar Power. Den Titel hielt sie bis kurz vor der Veröffentlichung geheim.
Da sie während ihrer vergangenen Tournee öfters Heimweh verspürte, kehrte sie für einige Zeit nach Neuseeland zurück, um mehr Zeit mit Familie und Freunden zu verbringen und sich alltäglichen Zeitvertreiben wie Schwimmen, Kochen und Gärtnern zu widmen. Die inhaltliche Ausrichtung des Albums bezieht sich ebenso auf diese Zeit wie auf ihren zuvor verstorbenen Hund.

## Veröffentlichung
Am 11. Juni 2021 erschien die erste Singleauskopplung Solar Power. Zeitgleich bestätigte sie, dass ihr kommendes Album den gleichen Namen tragen wird.
Das Album wurde von Lorde gemeinsam mit dem US-amerikanischen Musiker Jack Antonoff, mit welchem sie schon für ihr zweites Studioalbum Melodrama (2017) zusammengearbeitet hatte, geschrieben und produziert. Aus Umweltschutzgründen wurde auf eine Veröffentlichung auf CD verzichtet, weshalb Solar Power nur digital und auf Vinyl veröffentlicht wurde.
Während eines TV-Interviews mit dem Late-Night-Show-Moderator Stephen Colbert wurde bekannt, dass das Titelbild des Albums von einer mit Lorde befreundeten Person, Ophelia, geschossen wurde, über die Lorde gerade sprang. Da Colbert das Cover nicht im Fernsehen zeigen durfte, beschrieb es die Sängerin als „ein bisschen Hardcore, aber ich fand es sehr freudvoll und frei“.
Die zweite Singleauskopplung Stoned at the Nail Salon erschien im Juli 2021. Am 18. August 2021 erschien Mood Ring. Ihren Auftritt bei den MTV Video Music Awards 2021 sagte sie ab, da ihre Tanzperformance aufgrund der COVID-19-Pandemie nicht realisierbar gewesen wäre.
Im Jahr 2022 ging Lorde mit ihrem neuen Album auf Welttournee.

## Titelliste
| Nr.          | Titel                                   | Länge |
| ------------ | --------------------------------------- | ----- |
| 1.           | The Path                                | 3:41  |
| 2.           | Solar Power                             | 3:12  |
| 3.           | California                              | 3:11  |
| 4.           | Stoned at the Nail Salon                | 4:26  |
| 5.           | Fallen Fruit                            | 3:58  |
| 6.           | Secrets from a Girl (Who’s Seen it All) | 3:38  |
| 7.           | The Man with the Axe                    | 4:15  |
| 8.           | Dominoes                                | 2:03  |
| 9.           | Big Star                                | 2:47  |
| 10.          | Leader of a New Regime                  | 1:33  |
| 11.          | Mood Ring                               | 3:45  |
| 12.          | Oceanic Feeling                         | 6:39  |
| Gesamtlänge: | Gesamtlänge:                            | 43:13 |

## Singleauskopplungen
| Jahr | Titel                    | Höchstplatzierung, Gesamtwochen, AuszeichnungChartplatzierungen (Jahr, Titel, , Platzierungen, Wochen, Auszeichnungen, Anmerkungen) | Höchstplatzierung, Gesamtwochen, AuszeichnungChartplatzierungen (Jahr, Titel, , Platzierungen, Wochen, Auszeichnungen, Anmerkungen) | Höchstplatzierung, Gesamtwochen, AuszeichnungChartplatzierungen (Jahr, Titel, , Platzierungen, Wochen, Auszeichnungen, Anmerkungen) | Höchstplatzierung, Gesamtwochen, AuszeichnungChartplatzierungen (Jahr, Titel, , Platzierungen, Wochen, Auszeichnungen, Anmerkungen) | Höchstplatzierung, Gesamtwochen, AuszeichnungChartplatzierungen (Jahr, Titel, , Platzierungen, Wochen, Auszeichnungen, Anmerkungen) | Höchstplatzierung, Gesamtwochen, AuszeichnungChartplatzierungen (Jahr, Titel, , Platzierungen, Wochen, Auszeichnungen, Anmerkungen) | Höchstplatzierung, Gesamtwochen, AuszeichnungChartplatzierungen (Jahr, Titel, , Platzierungen, Wochen, Auszeichnungen, Anmerkungen) | Anmerkungen                                            |
| Jahr | Titel                    | DE | AT | CH | UK | US | AU | NZ | Anmerkungen                                            |
| --- | ------------------------ | --- | --- | --- | --- | --- | --- | --- | ------------------------------------------------------ |
| 2021 | Solar Power              | DE— aDE | — | CH95 (1 Wo.)CH | UK17 (9 Wo.)UK | US64 (1 Wo.)US | AU14 (3 Wo.)AU | NZ2 Gold · (5 Wo.)NZ | Erstveröffentlichung: 10. Juni 2021 Verkäufe: + 15.000 |
| 2021 | Stoned at the Nail Salon | — | — | — | UK85 (1 Wo.)UK | — | — | NZ22 (2 Wo.)NZ | Erstveröffentlichung: 21. Juli 2021                    |
| 2021 | Mood Ring                | — | — | — | UK48 (2 Wo.)UK | — | AU29 (1 Wo.)AU | NZ10 (2 Wo.)NZ | Erstveröffentlichung: 17. August 2021                  |
| Folgende Lieder erschienen nicht als Single, wurden aber durch das Album zum Download und Streaming bereitgestellt und konnten somit eine Platzierung erlangen: |                          | | | | | | | |                                                        |
| |                          | | | | | | | |                                                        |
| 2021 | The Path                 | — | — | — | — | — | — | NZ25 (1 Wo.)NZ | Charteinstieg: 30. August 2021                         |

## Kommerzieller Erfolg

### Chartplatzierungen
| ChartsChartplatzierungen       | Höchstplatzierung | Wochen |
| ------------------------------ | ----------------- | ------ |
| Australien (ARIA)              | 1 (6 Wo.)         | 6      |
| Deutschland (GfK)              | 4 (4 Wo.)         | 4      |
| Neuseeland (RMNZ)              | 1 (17 Wo.)        | 17     |
| Österreich (Ö3)                | 4 (4 Wo.)         | 4      |
| Schweiz (IFPI)                 | 2 (3 Wo.)         | 3      |
| Vereinigte Staaten (Billboard) | 5 (4 Wo.)         | 4      |
| Vereinigtes Königreich (OCC)   | 2 (4 Wo.)         | 4      |

| ChartsJahrescharts (2021) | Platzierung |
| ------------------------- | ----------- |
| Australien (ARIA)         | 95          |
| Neuseeland (RMNZ)         | 34          |

### Auszeichnungen für Musikverkäufe
| Land/Region                  | Auszeichnungen für Musikverkäufe (Land/Region, Auszeichnung, Verkäufe) | Verkäufe |
| ---------------------------- | ---------------------------------------------------------------------- | -------- |
| Neuseeland (RMNZ)            | Gold                                                                   | 7.500    |
| Vereinigtes Königreich (BPI) | Silber                                                                 | 60.000   |
| Insgesamt                    | 1× Silber · 1× Gold ·                                                  | 67.500   |

Hauptartikel: Lorde/Auszeichnungen für Musikverkäufe